# 永田美香
永田 美香（ながた みか、1994年5月28日 - ）は、福井県福井市出身のハンドボール選手。日本ハンドボールリーグの北國銀行所属。

## 経歴
2013年に日本ハンドボールリーグの北國銀行へ加入。同年の第12回女子ジュニアアジア選手権で日本代表（U-20）に選出された。
2014年は2年連続で女子ジュニアアジア選手権の日本代表に選出された。
2016年の日韓定期戦で日本代表に初選出。
2017年は第16回女子アジア選手権の日本代表に選出された。

## 詳細情報

### 年度別成績
| 年        | チーム    | 試合 | フィールド 得点 | 率    | 7m  | 合計    | 警告 | 退場 | 失格 |
| --------- | --------- | ---- | --------------- | ----- | --- | ------- | ---- | ---- | ---- |
| 2013-14   | 北國銀行  | 18   | 4/7             | .571  | 0/0 | 4/7     | 0    | 0    | 0    |
| 2014-15   | 北國銀行  | 18   | 8/12            | .667  | 0/0 | 8/12    | 1    | 0    | 0    |
| 2015-16   | 北國銀行  | 12   | 12/12           | 1.000 | 0/0 | 12/12   | 2    | 2    | 0    |
| 2016-17   | 北國銀行  | 18   | 26/32           | .812  | 0/0 | 26/32   | 9    | 8    | 0    |
| 2017-18   | 北國銀行  | 22   | 53/69           | .768  | 0/0 | 53/69   | 10   | 6    | 0    |
| 2018-19   | 北國銀行  | 24   | 50/75           | .667  | 0/0 | 50/75   | 6    | 12   | 0    |
| 2019-20   | 北國銀行  | 14   | 39/58           | .672  | 0/0 | 39/58   | 1    | 6    | 0    |
| 2020-21   | 北國銀行  | 16   | 64/77           | .831  | 0/0 | 64/77   | 3    | 8    | 0    |
| 2021-22   | 北國銀行  | 18   | 60/78           | .769  | 0/0 | 60/78   | 3    | 6    | 0    |
| 2022-23   | 北國銀行  | 20   | 72/89           | .809  | 0/0 | 72/89   | 7    | 11   | 0    |
| JHL：10年 | JHL：10年 | 112  | 388/509         | .762  | 0/0 | 388/509 | 42   | 59   | 0    |

- 各年度の太字はリーグ最高

### タイトル・表彰

#### 社会人選手権
- ベストセブン：3回 (2020-21年・ 2021-22年・2022-23年)
- シュート率賞：1回 (2020-21年)
- ベストディフェンダー賞：1回 (2021-22年)

### 記録

#### 日本ハンドボールリーグ
- フィールドゴール初得点：2013年9月8日、対HC名古屋戦（枇杷島スポーツセンター）[6]
- リーグ通算100得点：2018年2月12日、対広島メイプルレッズ戦（金沢市総合体育館）[7]
- リーグ通算200得点：2020年10月11日、対大阪ラヴィッツ戦（金岡公園体育館）[8]
- リーグ通算300得点：2018年11月3日、対ソニー戦（霧島市国分体育館）[9]

### 背番号
- 8 (2013年 - )

## 代表歴

### 日本代表[10]
- 世界選手権 (2017年・2019年・2021年)
- アジア選手権 (2017年・2018年・2022年)
- アジア競技大会 (2018年・2023年)
- ジャパンカップ (2017年・2018年・2019年)
- ヒロシマ国際大会 (2016年)
- 日韓定期戦 (2016年・2017年・2018年・2019年)
- おりひめJAPAN トライアルゲームズ (2018年)
- JAPAN CUP（2019年）
- Collagenius Cup（2023年）
- パリ2024オリンピック女子アジア予選（2023年）

#### 大会別成績
| 年     | 大会       | 対戦国                  | フィールド 得点 | 率 | 7m  | 合計 | 警告 | 退場 | 失格 |
| ------ | ---------- | ----------------------- | --------------- | -- | --- | ---- | ---- | ---- | ---- |
| 2017年 | 世界選手権 | ブラジル戦 (予選)       | 0/0             | -  | 0/0 | 0/0  | 0    | 0    | 0    |
| 2017年 | 世界選手権 | デンマーク戦 (予選)     | 0/0             | -  | 0/0 | 0/0  | 0    | 1    | 0    |
| 2017年 | 世界選手権 | モンテネグロ戦 (予選)   | 0/0             | -  | 0/0 | 0/0  | 0    | 0    | 0    |
| 2017年 | 世界選手権 | ロシア戦 (予選)         | 0/0             | -  | 0/0 | 0/0  | 0    | 0    | 0    |
| 2017年 | 世界選手権 | チュニジア戦 (予選)     | 0/0             | -  | 0/0 | 0/0  | 0    | 0    | 0    |
| 2017年 | 世界選手権 | オランダ戦 (決勝T1回戦) | 0/0             | -  | 0/0 | 0/0  | 0    | 0    | 0    |

### 日本代表U-20
- ジュニア世界選手権 (2014年)
- ジュニアアジア選手権 (2013年)